# Zhang Rang
Zhang Rang (xinès tradicional: 張讓, xinès simplificat: 张让, pinyin: Zhāng Ràng; mort el 189 EC) va ser un eunuc durant el període de la tardana Dinastia Han Oriental, que va servir a l'Emperador Ling de Han; ell va ser també el líder dels Deu membres regulars del seguici (també coneguts com els Deu Eunucs o Deu Assistents), un grup d'eunucs en la cort que mantenien gran influència sobre la cort imperial dels Han. Tal era el poder de Zhang Rang que Lingdi es referia a ell com el seu 'pare adoptiu' i el permetia el control de la majoria dels assumptes de la cort. La gent i alguns oficials, incloent-hi He Jin, Yuan Shao i Cao Cao, van estar d'acord que el poder de Zhang Rang era massa gran. Després que l'Emperador Ling va faltar i va ser succeït pel seu fill Liu Bian en el 189, aquestes persones van envair la capital amb el propòsit de derrotar els Deu Assistents, conduint a la decapitació de He Jin al pati del palau per ordre dels Deu Assistents. Zhang va segrestar a l'Emperador i al seu germà, el futur Emperador Xian. Tot i això, Zhang va ser prompte envoltat per soldats del general Dong Zhuo a la vora del riu Iang-Tsé i per la qual cosa va saltar al riu i es va ofegar.